# Arystydes z Teb
Arystydes z Teb (IV wiek p.n.e.) – grecki malarz z okresu panowania Aleksandra Macedońskiego. Przyjmuje się, że mógł być synem Nikomachosa. Autor słynnych obrazów przedstawiających bitwę z Persami oraz Dionizosa i Ariadnę.